# Kyösti Järvinen
Kyösti Järvinen (ur. 31 marca 1869, zm. 31 marca 1957) – fiński ekonomista, polityk Partii Koalicji Narodowej, minister, parlamentarzysta, profesor Helsińskiej Wyższej Szkoły Handlu.

## Odznaczenia
- Krzyż Komandorski z Gwiazdą Orderu Odrodzenia Polski (1929, Polska)[1]